# The Fall Guy (filme de 2024)
The Fall Guy (bra: O Dublê; prt: Profissão: Perigo) é um filme de ação e suspense americano dirigido por David Leitch, escrito por Drew Pearce e estrelado por Ryan Gosling e Emily Blunt. É uma adaptação da série de TV de mesmo nome dos anos 1980 criada por Glen A. Larson, estrelada por Lee Majors.
The Fall Guy teve sua estreia mundial no SXSW em 12 de março de 2024 e chegou aos cinemas dos Estados Unidos pela Universal Pictures em 3 de maio de 2024.

## Enredo
Colt Seavers é um dublê de Hollywood que trabalha como dublê para o famoso astro de ação Tom Ryder e namora uma cinegrafista chamada Jody Moreno. Porém, tudo muda bruscamente após Colt sofrer um grave acidente durante uma gravação para um filme espacial. Após o acidente, Colt abandona sua carreira de dublê e desaparece do mapa, terminando seu relacionamento com Jody.
Dezoito meses depois, Colt, que agora trabalha como manobrista em um restaurante mexicano, é contatado por Gail Meyer, produtora de filmes de Tom. Gail diz a Colt que Jody está dirigindo seu primeiro filme, um épico de ficção científica intitulado Metalstorm, e quer que Colt se junte à produção em Sydney. Porém, ao chegar no set, Colt descobre que Gail mentiu e que Jody não chamou ele pra gravar nenhum filme, além de saber que Jody está furiosa com ele por Colt ter desaparecido. Jody se aproveita da presença de Colt para demonstrar sua insatisfação do término entre eles, usando técnicas nada agradáveis contra Colt durante as gravações.
Gail revela que Tom desapareceu depois de se envolver com drogas, e ela quer que Colt o encontre antes que sua ausência cause o cancelamento do filme. Não querendo que a estreia de Jody na direção seja arruinada, Colt tenta encontrar Tom em uma boate, onde um traficante tenta drogá-lo. Colt escapa e consegue o endereço de um hotel onde Tom supostamente estaria. Ao chegar no hotel, Colt encontra um cadáver em uma banheira de gelo, mas o corpo posteriormente desaparece após Colt alertar as autoridades.
Enquanto isso, enquanto a produção de Metalstorm continua, Colt e Jody começam a reacender seu relacionamento até que Gail informa que ele deve retornar aos Estados Unidos. Em vez disso, ele continua procurando Tom rastreando seu celular com Alma Milan, assistente de Tom. Ambos são atacados por pessoas que procuram um telefone de Tom que estava com Alma. Colt os derrota após uma longa perseguição por Sydney em um caminhão de lixo. Ele e seu amigo Dan Tucker, o coordenador de dublês em Metalstorm, desbloqueiam o celular no apartamento de Tom. Eles descobrem um vídeo de Tom embriagado matando acidentalmente seu dublê anterior, Henry Herrera. Os capangas atacam Colt e Dan, destruindo o telefone com uma espingarda.
Dan escapa, mas Colt é capturado e colocado cara a cara com Tom, que estava escondido em um iate sob as instruções de Gail. Ele revela que Gail está enquadrando Colt pela morte de Henry usando tecnologia deepfake para substituir o rosto de Tom pelo de Colt no vídeo incriminador. Tom também revela que os acidentes de Colt e Henry foram orquestrados por ele mesmo, por sentir que eles estavam roubando seu espaço. Ele também revela que o plano do traficante era drogar Colt e matá-lo, jogando o corpo dele e de Henry em uma ponte para que o caso fosse descrito como assassinato (Henry) e suicídio (Colt). O corpo de Henry é descoberto e o vídeo adulterado é divulgado na mídia, enquanto Gail tenta convencer Jody de que ele é culpado. Os capangas de Tom tentam assassinar Colt queimado, mas ele escapa a tempo e foge em um barco. Enquanto os capangas de Tom o perseguem, Colt liga pra Jody e expressa o que sente por ela, antes de colidir seu barco com um tanque de combustível, causando uma explosão. Apesar da imprensa noticiar que Colt morreu na explosão, ele consegue escapar vivo.
No dia seguinte, Tom chega ao set de Metalstorm com seus capangas e a produção continua. Colt secretamente retorna ao set e revela a Jody todo o plano de Gail e Tom. Juntos, eles enganam Tom para participar de uma sequência de dublês e confessar o assassinato de Henry e o envolvimento de Gail nos crimes, enquanto Tom está conectado com um microfone de lapela sem que ele saiba. O resto da tripulação, liderada por Dan, segura seus capangas. Gail rouba a gravação sob a mira de uma arma e tenta escapar em um helicóptero com Tom, mas Jody ajuda Colt a pular no helicóptero no ar. Ele recupera a gravação e cai em um tapete preparado por Dan, enquanto o helicóptero cai com Gail e Tom nele.
Metalstorm estreia na San Diego Comic-Con, com Jason Momoa substituindo Tom como protagonista, e o filme se torna um sucesso de bilheteria. Colt é exonerado, e ele e Jody voltam a ficar juntos.
Em um flashback no meio dos créditos, Gail e Tom saem cambaleantes do helicóptero acidentado, mas são confrontados por membros da tripulação do departamento de adereços vestidos de policiais. Tom entra em pânico e tenta chamar seu agente, vagando em uma área equipada com pirotecnia acionada por rádio, fazendo com que eles o explodam.

## Elenco
- Ryan Gosling como Colt Seavers, um dublê experiente mas envelhecido[7]
- Emily Blunt como Jody Moreno, ex-namorada de Colt e diretora estreante[7]
- Winston Duke como Dan Tucker, o melhor amigo de Colt e coordenador de dublês[8][9]
- Aaron Taylor-Johnson como Tom Ryder, um astro de cinema de filmes de ação[9]
- Hannah Waddingham como Gail Meyer, a produtora executiva de Jody[10]
- Stephanie Hsu como Alma Milan, assistente pessoal de Ryder[11]
- Teresa Palmer como Iggy Starr, a atriz do filme de Jody [12]

Lee Majors, que interpretou o protagonista na série de TV original, também aparece no filme.

## Produção

### Desenvolvimento
Em julho de 2010, o Los Angeles Times informou que um filme baseado na série The Fall Guy dos anos 1980 estava em desenvolvimento. A DreamWorks se uniu aos produtores Walter F. Parkes e Laurie MacDonald no projeto, e Martin Campbell estava em negociações para dirigir o filme. A DreamWorks, por meio do selo de distribuição Touchstone Pictures da Disney, lançaria o filme na América do Norte, América Latina, Rússia, Austrália e Ásia, enquanto a Mister Smith Entertainment cuidaria das vendas nos territórios restantes. Em setembro de 2013, Dwayne Johnson estava em negociações para interpretar o papel-título e McG estava em negociações para dirigir.
Em setembro de 2020, Ryan Gosling, o diretor David Leitch e o escritor Drew Pearce estavam trabalhando em um "filme de dublê sem título" que havia sido adquirido pela Universal Pictures. Em maio de 2022, foi confirmado que este projeto era um remake de The Fall Guy. O filme é produzido pela Universal Pictures com a 87North e Entertainment 360 de Leitch, com Leitch e Kelly McCormick produzindo junto de Gosling e Guymon Casady. Pearce também é produtor executivo, assim como Geoff Shaevitz e o criador da série original, Glen A. Larson.
A Variety informou que o governo australiano e as autoridades do estado de Nova Gales do Sul adicionaram fundos à produção de até A$ 30 milhões e A$ 14,5 milhões, respectivamente, com Paul Fletcher, Ministro Federal de Comunicações, Infraestrutura Urbana, Cidades e Artes da Austrália, estimando um boom para a economia local, com mais de 1.000 atores e equipe técnica sendo australianos e mais de 3.015 figurantes.

### Escalação do elenco
Em setembro de 2022, Emily Blunt foi adicionada ao elenco e Gosling e sua família chegaram à Austrália para começar as filmagens. Em outubro de 2022, foi revelado que Aaron Taylor-Johnson e Stephanie Hsu se juntariam ao elenco. Em novembro de 2022, Winston Duke, Hannah Waddingham e Teresa Palmer se juntaram ao elenco.

### Filmagens
As filmagens começaram em outubro de 2022 em Sydney, Austrália, no Disney Studios Australia. Em 20 de outubro de 2022, imagens da produção filmando cenas noturnas no estacionamento da Goulburn Street em Sydney apareceram na mídia com Gosling ostentando cabelos longos e barba. Em 22 de janeiro de 2023, a Ponte da Baía de Sydney foi fechada por várias horas do dia para filmagens de cenas envolvendo Ryan Gosling.
O filme utilizou acrobacias reais, com sequências de ação altamente coreografadas. Leitch disse: "Foi uma carta de amor às cenas de dublê. Sabíamos que tínhamos que ser autênticos nesse universo." Além disso, o filme quebrou um recorde mundial do Guinness para o maior número de capotamentos de carro, com oito capotamentos e meio realizados pelo dublê profissional Logan Holladay.
Gosling disse que se inspirou em Leitch e sua esposa e produtora, Kelly McCormick, para interpretar o elemento de romance do filme. Para seu papel como diretora, Blunt se inspirou na diretora Greta Gerwig e em várias outras pessoas que conheceu.

### Trilha sonora
A trilha sonora de The Fall Guy foi composta por Dominic Lewis, que anteriormente trabalhou na trilha de Bullet Train. Blake Shelton contribuiu para a trilha sonora com um cover de "Unknown Stuntman", a música tema da série originalmente interpretada por Lee Majors.

## Lançamento
The Fall Guy teve sua estreia mundial no SXSW em 12 de março de 2024. Foi lançado nos cinemas do Reino Unido em 2 de maio de 2024 e nos Estados Unidos no dia seguinte. Anteriormente, seu lançamento estava programado para 1º de março de 2024.
Além disso, a Universal exibirá The Fall Guy em seu painel na CinemaCon em 8 de abril de 2024.

## Recepção
"The Fall Guy" recebeu críticas positivas após sua estreia no SXSW. No agregador de críticas Rotten Tomatoes, 82% das 288 resenhas publicadas são positivas, com uma classificação média de 7.1/10. O consenso crítico do site diz: "Com ação, comédia, romance e uma dupla de astros maravilhosamente combinadas, The Fall Guy pode ser o raro filme popular que diverte a todos." No Metacritic, que utiliza uma média ponderada, o filme recebeu uma pontuação de 73 de 100, baseada em 55 críticas, indicando avaliações "geralmente favoráveis".